# Diogo Inácio de Pina Manique
El doctor Diogo Inácio de Pina Manique (3 d'octubre de 1733 – 1 de juliol de 1805) va ser un magistrat portuguès.

## Primers anys
Era fill i hereu de Pedro Damião de Pina Manique (Batejat a Lisboa, Sé, 12 d'octubre de 1704 - Lisboa, Santa Engràcia, 13 de desembre de 1756), que va succeir el seu pare en la renda de Cavaller - Fidalgo de la Casa Reial (Alvará, del 20 de febrer de 1715), 2n Senyor de l'Oficina d'Escrivà del País del Domini de l'Orde de Crist, i 3r Senyor del Majorat de São Joaquim, a la Vila de Coina, que també va ser Cavaller Profès de l'Orde de Crist, etc., besnét d'un alemany i esposa (m. Oeiras, Porto Salvo, 25 de juliol de 1731) Helena Inácia de Faria (Lisboa batejada, a Santa Catarina, 17 de febrer de 1715 - Lisboa, Santa Engràcia, 27 de març de 1785).

## Carrera

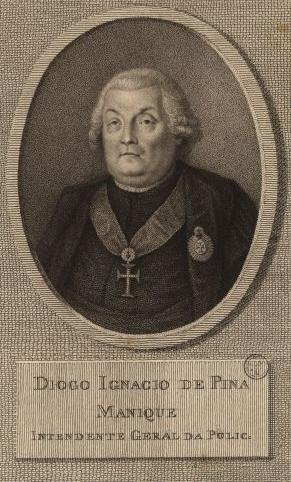
Gravat de Pina Manique mentre era Superintendent General de la Policia.

Va acabar els seus estudis de Dret com a llicenciat a la Universitat de Coimbra, convertint-se en Magistrat, i se li van assignar diverses tasques públiques importants, com ara Jutge de Dret Penal d'alguns suburbis de Lisboa, Desembargador dos Agravos del Palau i de l'Apel·lació de Porto, Diputat de la Taula de la Consciència i Ordres, Comptador del Tresor, Administrador General de la Gran Duana de Lisboa i Supervisor-Major de les altres Duanes del Regne, Superintendent General de Contrabans i Enganys i Intendent de Municions, abans ser nomenat com a Superintendent de Policia o Intendent General de la Policia de la Cort i Regne, Canceller-Major de la Real i Membre del Consell Privat de Sa Fidelíssima Majestat.
També va ser el Fundador i Administrador de la Casa Pia del Castell de São Jorge, on va iniciar la seva missió, l'any 1781, Fundador de la Corderia Nacional i del Teatre Reial de Sant Carles.
Va ser el 3r Senyor de l'Oficina del Secretari del País del Domini de l'Orde de Crist i 1r Senyor de l'Oficina del Secretari de la Licitació i Tomba dels Comandaments de les tres Ordres Militars (Orde de Crist, Orde de Sant Jaume de l'Espasa i Orde d'Aviz), Patró de l'Església Mare de Sant Pere del Poble de Manique, de les col·legiates d'aquesta església i la del Sant Esperit de Castelo de Vide, Comandant de Santa Maria da Orada a l'Orde de Crist, 4t Senyor del Majorat de São Joaquim, al Poble de Coina, 1r Donatari Senyor del Casal i al Poble de Manique, amb naturalesa de Majorat, que per ell es va anomenar Manique do Intendente, 1r Alcaide-Major de Portalegre en la seva Família, Cavaller - Fidalgo afegit a Fidalgo - Cavaller de la Casa Reial (Alvará del 5 de novembre de 1782), etc.
Encara que era un home de confiança per al marquès de Pombal, només va ser nomenat com a superintendent després de la mort del marquès.

## Vida personal
Es va casar a Lisboa, São Cristóvão, el 8 de desembre de 1773 amb Inácia Margarida Umbelina de Brito Nogueira de Matos (Batejada a Lisboa, Santa Justa, 31 de juliol de 1749 - Lisboa, Pena, 10 d'octubre de 1808), Senyora d'una gran Casa com a hereva natural i legitimat (Carta Reial de l'11 de desembre de 1769) filla de Nicolau de Matos Nogueira d'Andrade, Fidalgo - Capellà de la Casa Reial, Monsenyor del Patriarcat de Lisboa, Governador de l'Arquebisbat d'Évora, Membre del Consell Privat de Sa Majestat el Rei Josep I de Portugal, en el qual regnat va morir, condemnat pel Tribunal de la Inconfiança i deportat a Angola, per ordre del marquès de Pombal, per Ana Joaquina de Santa Teresa de São Paio, i va tenir quatre fills.